# Wet van Titius-Bode

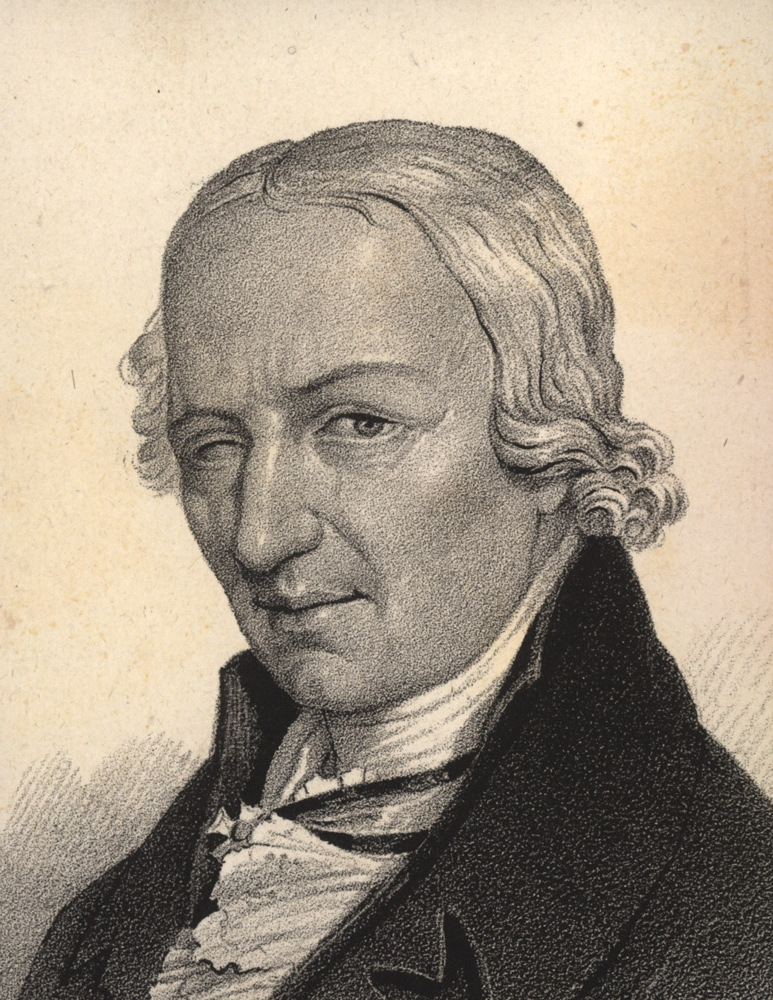
Johann Elert Bode, die de formule publiceerde

De wet van Titius-Bode, eerder onterecht ook wel de wet van Bode genoemd, is een formule uit de astronomie die door de Duitse astronoom Bode (1747-1826) in 1772 gepubliceerd werd en in 1766 ontdekt was door Titius (1729-1796), maar later helemaal geen natuurwet bleek te zijn. Ze geeft de afstand van planeten tot de zon op basis van hun rangnummer.
De formule luidt:
{\displaystyle a=0{,}4+0{,}3\times 2^{n-2}}
Hierin is
{\displaystyle a} de afstand in astronomische eenheden (AE) van de planeet,
{\displaystyle n} het rangnummer van de planeet, gerekend vanaf de zon.
Dus:
| n  | Berekende afstand tot de zon                                                    | Werkelijke afstand tot de zon |
| -- | ------------------------------------------------------------------------------- | --- |
| 1  | a = 0,4 + 0,15 = 0,55 (of als n = –oneindig wordt genomen: a = 0,4 + 0,0 = 0,4) | (Mercurius): 0,387 |
| 2  | a = 0,4 + 0,3 = 0,7                                                             | (Venus): 0,723 |
| 3  | a = 0,4 + 0,6 = 1,0                                                             | (Aarde): 1,000 |
| 4  | a = 0,4 + 1,2 = 1,6                                                             | (Mars): 1,524 |
| 5  | a = 0,4 + 2,4 = 2,8                                                             | Klopt ongeveer met Ceres en de planetoïden: a ~ 2,8 |
| 6  | a = 0,4 + 4,8 = 5,2                                                             | (Jupiter): 5,203 |
| 7  | a = 0,4 + 9,6 = 10,0                                                            | (Saturnus): 9,537 |
| 8  | a = 0,4 + 19,2 = 19,6                                                           | (Uranus): 19,191 |
| 9  | a = 0,4 + 38,4 = 38,8                                                           | (Neptunus 30,069) Pluto 39,482 |
| 10 | a = 0,4 + 76,8 = 77,2                                                           | Op deze afstand bevinden zich scattered disk objecten van de Kuipergordel, zoals dwergplaneet Eris (67,8); deze hebben echter sterk excentrische banen. |
Er is geen wetenschappelijke onderbouwing van de al 300 jaar bekende "wet", anders dan de overeenkomst met de waargenomen afstanden van de toen bekende planeten. Sommige astronomen denken dat het verschijnsel van baanresonantie de ruimte tussen de planeten in zekere mate kan verklaren. Omdat de wet alleen houdbaar was, als voor Jupiter rangnummer 6 wordt gehanteerd, is door astronomen voorspeld dat zich tussen Mars en Jupiter een nog onontdekte planeet zou bevinden. Toen Uranus in 1781 en Ceres in 1801 werden ontdekt, werden deze ontdekkingen beschouwd als een sterk bewijs dat de wet klopte en betrouwbaar was. Voor de later ontdekte planeet Neptunus (1846) en dwergplaneet Pluto (1930) week de werkelijke afstand aanmerkelijk af.
Men neemt heden ten dage aan dat het een wiskundig 'toeval' is: zeker als je rekening houdt met de genoemde baanresonantie kun je in ieder willekeurig stabiel planetensysteem een eenvoudig verband vinden tussen plaatsnummer en grootte van de omloopbaan.
De wetmatigheid werd ontdekt door de astronoom Johann Daniel Titius en werd in 1772 gepubliceerd door zijn collega Johann Elert Bode (1747-1826) in zijn boek Anleitung zur Kenntnis des gestirnten Himmels auf jede einzele Monate des Jahres eingerichtet (Instructies voor de kennis van de sterrenhemel aangepast aan elke afzonderlijke maand van het jaar).
In zijn nevelhypothese veronderstelt Pierre-Simon Laplace dat de planeten en manen ontstonden uit schillen atmosfeer van de door afkoeling, samentrekkende protozon. Door behoud van het impulsmoment gingen buitenlagen daarvan sneller draaien en lieten los wanneer de centrifugale kracht groter werd dan de zwaartekracht. De verschoven meetkundige reeks zou hierin op regelmaat kunnen duiden. De afwijking vanaf n = 9 is 38,8 met de werkelijke afstand 30.1 AE van Neptunus tot de zon is dan uit te leggen doordat in latere fasen van het ontstaan van het zonnestelsel aan de rand veel botsingen plaatsvonden met resten van de wolk van gas en stof waaruit het ontstond. De gravitatie van de zon is daar ook minder zodat de banen van de buitenplaneten meer verstoord kunnen raken. Deze theorie verklaart ook:
- Met n = 5 de asteroïdengordel als de overblijfselen van een planeet na een botsing.
- Dat alle planeten in dezelfde richting om de zon draaien.
- De ringen van Saturnus en Uranus als door gravitatie uiteengevallen manen waarvan de banen door de aantrekking van ander passerend hemellichaam verstoord raakten.
- De veel schuinere ashelling of glooiingshoek van 98˚ van Uranus dan die van de andere planeten.
- Het kleine Pluto daar met een afwijkend sterk excentrische baan en baanhelling van 17˚10’ als een ontsnapte maan van een buitenplaneet.
- Met n = 10 de Kuipergordel van planetoïden op afstand van 77,2 AE